# Geneva Open 2025 - Qualificazioni singolare
Le qualificazioni del singolare del Geneva Open 2025 sono state un torneo di tennis preliminare per accedere alla fase finale. I vincitori dell'ultimo turno sono entrati di diritto nel tabellone principale. In caso di ritiro di uno o più giocatori aventi diritto a questi sono subentrati gli alternate, coloro che vengono ammessi al tabellone principale a causa dell'assenza di un lucky loser che possa sostituire il giocatore ritirato.

## Teste di serie
1. James Duckworth (primo turno)
2. Cameron Norrie (qualificato)
3. Reilly Opelka (ultimo turno)
4. Thiago Monteiro (primo turno)

1. Tristan Schoolkate (primo turno)
2. Sebastian Ofner (qualificato)
3. Pierre-Hugues Herbert (primo turno)
4. Jenson Brooksby (ultimo turno)

## Qualificati
1. Karue Sell
2. Cameron Norrie

1. Sebastian Ofner
2. Ivan Gakhov

## Tabellone

### Legenda
| - Q = Qualificato - WC = Wild card - LL = Lucky loser | - ALT = Alternate - SE = Special Exempt - PR = Protected Ranking | - w/o = Walkover - r = Ritirato - d = Squalificato |

### Sezione 1
|  | Primo turno | Primo turno           | Primo turno     | Primo turno | Primo turno |  |  | Ultimo turno | Ultimo turno | Ultimo turno | Ultimo turno | Ultimo turno |  |
|  |             |                       |                 |             |             |  |  |              |              |              |              |              |  |
|  | 1           | James Duckworth       | James Duckworth | 63          | 4           |  |  |              |              |              |              |              |  |
|  |             | Rémy Bertola          | Rémy Bertola    | 7           | 6           |  |  |              | Rémy Bertola | 6            | 4            | 4            |  |
|  |             | Karue Sell            | 6               | 4           | 6           |  |  |              | Karue Sell   | 3            | 6            | 6            |  |
|  | 7           | Pierre-Hugues Herbert | 2               | 6           | 4           |  |  |              |              |              |              |              |  |

### Sezione 2
|  | Primo turno | Primo turno     | Primo turno    | Primo turno | Primo turno |  |  | Ultimo turno | Ultimo turno    | Ultimo turno    | Ultimo turno | Ultimo turno |  |
|  |             |                 |                |             |             |  |  |              |                 |                 |              |              |  |
|  | 2           | Cameron Norrie  | Cameron Norrie | 6           | 6           |  |  |              |                 |                 |              |              |  |
|  |             | Ergi Kırkın     | Ergi Kırkın    | 1           | 3           |  |  | 2            | Cameron Norrie  | Cameron Norrie  | 6            | 6            |  |
|  |             | Radu Albot      | 3              | 6           | 2           |  |  | 8            | Jenson Brooksby | Jenson Brooksby | 4            | 1            |  |
|  | 8           | Jenson Brooksby | 6              | 4           | 6           |  |  |              |                 |                 |              |              |  |

### Sezione 3
|  | Primo turno | Primo turno        | Primo turno        | Primo turno | Primo turno |  |  | Ultimo turno | Ultimo turno    | Ultimo turno    | Ultimo turno | Ultimo turno |  |
|  |             |                    |                    |             |             |  |  |              |                 |                 |              |              |  |
|  | 3           | Reilly Opelka      | Reilly Opelka      | 6           | 6           |  |  |              |                 |                 |              |              |  |
|  |             | Enrico Dalla Valle | Enrico Dalla Valle | 4           | 4           |  |  | 3            | Reilly Opelka   | Reilly Opelka   | 5            | 62           |  |
|  | WC          | Leo Borg           | Leo Borg           | 3           | 5           |  |  | 6            | Sebastian Ofner | Sebastian Ofner | 7            | 7            |  |
|  | 6           | Sebastian Ofner    | Sebastian Ofner    | 6           | 7           |  |  |              |                 |                 |              |              |  |

### Sezione 4
|  | Primo turno | Primo turno        | Primo turno | Primo turno | Primo turno |  |  | Ultimo turno | Ultimo turno      | Ultimo turno | Ultimo turno | Ultimo turno |  |
|  |             |                    |             |             |             |  |  |              |                   |              |              |              |  |
|  | 4           | Thiago Monteiro    | 6           | 63          | 3           |  |  |              |                   |              |              |              |  |
|  |             | Ivan Gakhov        | 4           | 7           | 6           |  |  |              | Ivan Gakhov       | 6            | 4            | 7            |  |
|  | WC          | Kilian Feldbausch  | 6           | 2           | 6           |  |  | WC           | Kilian Feldbausch | 3            | 6            | 5            |  |
|  | 5           | Tristan Schoolkate | 4           | 6           | 4           |  |  |              |                   |              |              |              |  |